# Dwarscontractie

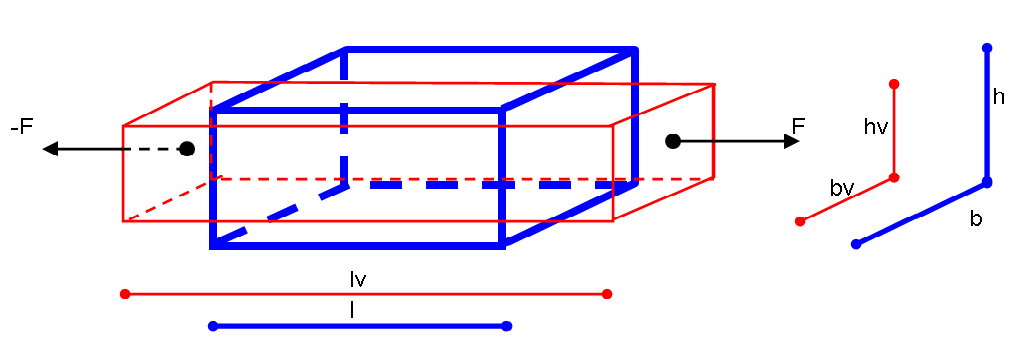
Dwarscontractie: de balk wordt langer en smaller

Dwarscontractie is een effect dat optreedt onder invloed van een normaalkracht op een lichaam. Wanneer een lichaam door een normaalkracht wordt belast, zal dit lichaam verlengen of verkorten. Bovendien zal, bij verlenging, dit lichaam dunner worden en bij verkorting dikker. Dit verschijnsel wordt 'dwarscontractie' genoemd. Bovendien zal ook het volume veranderen.
De dwarscontractiecoëfficiënt ({\displaystyle \nu }), ook Poisson-factor genoemd, is de materiaalkundige constante die de invloed van de verlenging op de dwarscontractie beschrijft. In formulevorm:
{\displaystyle \nu =-{\frac {d\epsilon _{d}}{d\epsilon _{l}}}}
Daarin is:
{\displaystyle \epsilon _{d}=\Delta d/d} de relatieve verandering in de dikte {\displaystyle d}
{\displaystyle \epsilon _{l}=\Delta l/l} de relatieve verandering in de lengte {\displaystyle l}
De dwarscontractie moet niet verward worden met de insnoering; bij deze laatste gebeurt de verdunning slechts lokaal.
Dwarscontractie is het best waar te nemen door aan een dik elastiek te trekken. Dit wordt dan niet alleen langer, maar ook dunner. 
Bij het verlengen van een materiaal in ene richting zal er in de beide dwarsrichtingen verdunning optreden. In het geval van een anisotroop materiaal, zullen deze verdunningen relatief gezien ongelijk zijn aan elkaar. De rek in de ene dwarsrichting zal anders zijn dan die in de andere dwarsrichting. Anisotropie is een materiaaleigenschap die aangeeft in welke mate een materiaal ongelijk rekt over de richtingen haaks op de trek- of duwrichting.